# Garnet Ault
Garnet Ault   (North Bay, 1 de novembre de 1905 - Bellaire, 10 de setembre de 1993) va ser un nedador canadenc que va competir durant la dècada de 1920.
El 1928 va prendre part en els Jocs Olímpics d'Amsterdam, on va disputar tres proves del programa de natació. Va guanyar la medalla de bronze en els 4x200 metres lliures, formant equip amb Frederick Bourne, Walter Spence i James Thompson. Fou sisè en els 1.500 metres lliures i quedà eliminat en sèries en els 400.
El 1930 es va graduar en medicina per la Universitat de Michigan. Es va especialitzar en proctologia, i el 1937 entrà com a membre de l'American Proctologic Society. Entre 1964 i 1965 en fou president. Es va jubilar el 1974 i es va traslladar primer a Florida, i després a Michigan, on va morir d'un atac de cor el 1993.